# Горшково (Сабиновское сельское поселение)
Горшково — деревня в Лежневском районе Ивановской области. Входит в состав Сабиновского сельского поселения.
Находится в пригородной зоне города Иваново.

## География
Находится у реки Востра, являющаяся административной границей с Ивановским районом. В радиусе менее километра находятся деревни Голяково и Горшково Ивановского района, Апаницыно Сабиновского сельского поселения Лежневского района.

## История
Входит в Сабиновское сельское поселение с момента образования 25 февраля 2005 года в соответствии с Законом Ивановской области № 44-ОЗ «О городском и сельских поселениях в Лежневском муниципальном районе».

## Население
| 1859 | 1905 | 2010 |
| ---- | ---- | ---- |
| 99   | ↗148 | ↘22  |

### Национальный и гендерный состав
Согласно результатам переписи 2002 года, в национальной структуре населения русские составляли 97 % из 32 чел., из них 15 мужчин, 17 женщин.

## Инфраструктура
Основа экономики — сельское хозяйство.

## Транспорт
Деревня доступна автотранспортом. 